# Mistrzostwa Świata w Biathlonie 2016 – sztafeta kobiet
Sztafeta kobiet na Mistrzostwach świata w biathlonie 2016 w Oslo odbyła się 11 marca. Złoto przypadło Norweżkom, srebro, tak jak przed rokiem Francuzkom, natomiast brązowy medal trafił do broniących tytułu Niemek. Polska sztafeta zajęła 4. miejsce.

## Wyniki
| Miejsce | Nr | Zespół                                                                                  | Czas                                      | Strzały (P+S)                           | Strata    |
| ------- | -- | --------------------------------------------------------------------------------------- | ----------------------------------------- | --------------------------------------- | --------- |
| 01 !    | 12 | Norwegia · Synnøve Solemdal · Fanny Horn Birkeland · Tiril Eckhoff · Marte Olsbu        | 1:07:10,0 16:39,0 17:02,9 16:19,4 17:08,7 | 0+3 0+3 0+0 0+0 0+1 0+1 0+0 0+0 0+2 0+2 | —         |
| 02 !    | 5  | Francja · Justine Braisaz · Anaïs Bescond · Anaïs Chevalier · Marie Dorin Habert        | 1:07:15,3 17:26,9 16:10,9 16:52,1 16:45,4 | 0+5 0+3 0+3 0+2 0+0 0+0 0+0 0+1 0+2 0+0 | +5,3      |
| 03 !    | 4  | Niemcy · Franziska Preuß · Franziska Hildebrand · Maren Hammerschmidt · Laura Dahlmeier | 1:07:38,6 16:49,2 16:42,8 16:52,6 17:14,0 | 0+0 0+4 0+0 0+2 0+0 0+0 0+0 0+2 0+0 0+0 | +28,6     |
| 4.      | 7  | Polska · Magdalena Gwizdoń · Monika Hojnisz · Weronika Nowakowska · Krystyna Guzik      | 1:08:18,4 16:50,0 16:42,5 17:33,6 17:12,3 | 0+2 0+5 0+1 0+1 0+0 0+1 0+0 0+2 0+1 0+1 | +1:08,4   |
| 5.      | 1  | Ukraina · Wałentyna Semerenko · Iryna Warwyneć · Ołena Pidhruszna · Julija Dżima        | 1:08:37,7 16:48,5 16:43,6 17:39,9 17:25,7 | 1+4 0+1 0+0 0+0 1+3 0+0 0+1 0+1         | +1:27,7   |
| 6.      | 3  | Czechy · Jessica Jislová · Gabriela Soukalová · Lucie Charvátová · Veronika Vítková     | 1:08:59,3 17:26,5 16:10,0 18:30,7 16:52,1 | 0+0 3+6 0+0 0+3 0+0 0+0 0+0 3+3 0+0 0+0 | +1:49,3   |
| 7.      | 2  | Włochy · Lisa Vittozzi · Karin Oberhofer · Alexia Runggaldier · Dorothea Wierer         | 1:08:59,3 17:17,1 17:01,1 16:54,4 17:46,7 | 0+1 1+7 0+0 0+2 0+0 0+0 0+1 1+3         | +1:49,3   |
| 8.      | 10 | Kazachstan · Galina Wiszniewska · Darja Usanowa · Anna Kistanowa · Alina Rajkowa        | 1:09:18,4 16:44,1 16:51,8 17:17,1 18:25,4 | 0+3 0+4 0+0 0+0 0+0 0+1 0+1 0+1 0+2 0+2 | +2:08,4   |
| 9.      | 19 | Słowenia · Andreja Mali · Teja Gregorin · Anja Eržen · Urška Poje                       | 1:10:04,9 16:54,0 16:44,6 17:26,9 18:59,4 | 0+3 0+2 0+1 0+0 0+0 0+0 0+0 0+2 0+2 0+0 | +2:54,9   |
| 10.     | 8  | Szwecja · Anna Magnusson · Mona Brorsson · Ingela Andersson · Linn Persson              | 1:10:14,6 17:26,0 16:49,4 17:14,6 18:44,6 | 1+5 0+1 0+1 0+0 0+0 0+0 0+1 0+0 1+3 0+1 | +3:04,6   |
| 11.     | 6  | Rosja · Tatjana Akimowa · Anastasija Zagorujko · Darja Wirołajnen · Jekatierina Jurłowa | 1:10:17,9 17:03,9 17:03,6 18:51,5 17:18,9 | 0+0 2+3 0+0 0+0 0+0 2+3 0+0 0+0         | +3:07,9   |
| 12.     | 15 | Austria · Lisa Hauser · Dunja Zdouc · Julia Schwaiger · Susanne Hoffmann                | 1:10:41,4 16:34,4 17:18,5 18:13,0 18:35,5 | 0+2 0+4 0+1 0+0 0+0 0+0 0+0 0+2 0+1 0+2 | +3:31,4   |
| 13.     | 14 | Stany Zjednoczone · Susan Dunklee · Hannah Dreissigacker · Clare Egan · Annelies Cook   | 1:10:57,1 16:53,7 17:47,3 18:17,6 17:58,5 | 0+2 0+6 0+0 0+2 0+2 0+1 0+0 0+2 0+0 0+1 | +3:47,1   |
| 14.     | 18 | Słowacja · Paulína Fialková · Jana Gereková · Terézia Poliaková · Ivona Fialková        | 1:11:18,0 17:25,6 17:10,7 18:04,7 18:37,0 | 0+5 0+7 0+1 0+2 0+0 0+2 0+1 0+2 0+3 0+1 | +4:08,0   |
| 15.     | 11 | Kanada · Julia Ransom · Rosanna Crawford · Sarah Beaudry · Zina Kocher                  | 1:11:58,6 17:03,2 16:26,3 18:00,1 20:29,0 | 1+6 2+5 0+1 0+1 0+0 0+1 0+2 0+0 1+3 2+3 | +4:48,6   |
| 16.     | 13 | Szwajcaria · Selina Gasparin · Lena Häcki · Aita Gasparin · Irene Cadurisch             | 1:12:21,8 18:33,5 17:17,9 18:11,8 18:18,6 | 1+9 0+5 1+3 0+2 0+2 0+1 0+1 0+2 1+3 0+0 | +5:11,8   |
| 17.     | 21 | Finlandia · Kaisa Mäkäräinen · Auli Kiskola · Laura Toivanen · Sanna Markkanen          | 1:12:31,5 16:25,6 18:50,3 18:33,1 18:42,5 | 0+0 0+7 0+0 0+0 0+0 0+3 0+0 0+2         | +5:21,5   |
| 18.     | 9  | Białoruś · Nadieżda Skardino · Darja Jurkiewicz · Nastassia Dubarezawa · Iryna Kryuko   | 1:12:46,9 16:52,2 19:15,1 18:12,2 18:27,4 | 0+2 3+8 0+0 0+0 0+0 3+3 0+0 0+3 0+2 0+2 | +5:36,9   |
| 19.     | 22 | Japonia · Fuyuko Tachizaki · Yurie Tanaka · Rina Suzuki · Sari Furuya                   | 1:13:13,5 16:29,1 17:53,1 19:40,7 19:10,6 | 0+6 1+7 0+0 0+0 0+0 0+1 0+3 1+3 0+3 0+3 | +6:03,5   |
| 20.     | 17 | Bułgaria · Emilija Jordanowa · Desisława Stojanowa · Stefani Popowa · Dafinka Koewa     | 1:13:17,3 17:52,5 18:31,3 17:53,0 19:00,5 | 1+5 0+5 0+2 0+1 1+3 0+2 0+0 0+0 0+0 0+2 | +6:07,3   |
| 21.     | 16 | Rumunia · Éva Tófalvi · Luminița Pișcoran · Réka Forika · Florina Ioana Cîrstea         | LAP 17:00,4 17:57,7 18:55,6               | 0+4 1+5 0+1 0+0 0+1 0+2 0+2 0+0 0+0 1+3 | +9:99,8 ! |
| 22.     | 20 | Chiny · Zhang Yan · Tang Jialin · Wang Xue-lan · Chu Yuanmeng                           | LAP 18:10,1 17:57,3 19:19,6               | 0+2 0+4 0+0 0+1 0+0 0+0 0+1 0+2 0+1 0+1 | +9:99,8 ! |
| 23.     | 23 | Korea Południowa · Mun Ji-hee · Ko Eun-jung · Hwang Hye-suk · Kim Seon-su               | LAP 18:09,6 18:41,7 19:32,3               | 0+5 0+4 0+2 0+2 0+0 0+0 0+1 0+1 0+2 0+1 | +9:99,8 ! |